# Alpera
Alpera è un comune spagnolo  situato nella comunità autonoma di Castiglia-La Mancia.

## Luoghi di interesse

### Caverne rupestri
Le caverne rupestri localizzate nei pressi di Alpera vennero scoperte nel 1910 dall'archeologo spagnolo P. Serrano  e dall'abate Breuil. I soggetti dipinti, di piccola dimensione e generalmente trattati in colore piatto monocromo (rosso, nero) rappresentano scene di caccia, di combattimento, di vita domestica. Mentre gli animali (stambecchi, cervi, cavalli) sono di stile naturalista, le persone tendono a una certa stilizzazione detta del tipo di Alpera. Il movimento è espresso con abilità, in particolare nella caverna della Cueva de la Vieja, ove arcieri acconciati con piume, dai corpi agili e nudi e dalle gambe muscolose, e donne vestite con lunghe gonne rigate, vengono rappresentati in vari atteggiamenti.
Quest'arte del Levante spagnolo sarebbe, secondo l'abate Breuil, in parte contemporanea delle opere delle caverne della Francia e della Cantabria; per gli studiosi attuali di preistoria sarebbe invece più recente, precisamente neolitica. neolitica. Alcuni vi hanno riconosciuto un influsso dell'arte rupestre africana, ma l'ipotesi non ha avuto seguito .